# WOW Alliance
Pour les articles homonymes, voir Wow.

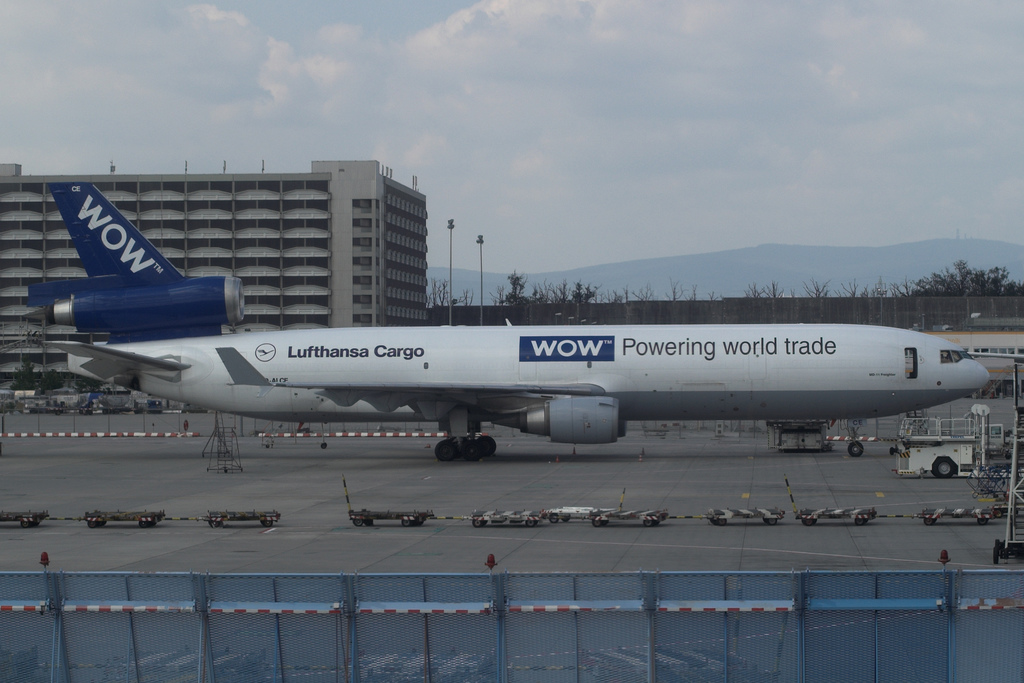
Lufthansa Cargo MD11 D-ALCE

WOW Cargo Alliance était une alliance mondiale de fret aérien, concurrente de SkyTeam Cargo. Fondée en 2000, elle regroupait SAS Cargo, Lufthansa Cargo et Singapore Airlines Cargo. JAL Cargo avait rejoint l'alliance en 2002. Elle disparait progressivement après le départ de Lufthansa Cargo en 2009 puis de JAL Cargo en 2010. 

## Histoire
- 2000 - WOW Alliance est établie par SAS Cargo Group, Lufthansa Cargo et Singapore Airlines Cargo.
- 2002 - JAL Cargo se joint à l'Alliance.
- 2009 - Lufthansa Cargo quitte l'Alliance WOW.
- 2010 - JAL Cargo quitte l'Alliance WOW.